# A3 (Kroatië)
De A3 is een autosnelweg gelegen in het oosten van Kroatië die ook wel de Posavska-snelweg wordt genoemd. De weg is met iets meer dan 306 kilometer de een na langste snelweg van Kroatië, de A1 zal de langste worden.

## Traject
De weg begint aan de Sloveense grens bij de plaats Bregana en voert via de hoofdstad Zagreb naar Lipovac bij de grens met Servië. Tussen Slovenië en Servië kruist de A3 van noord naar zuid de snelwegen A2, A1, A11, A4 en in de toekomst de A5.

## Beheer en tol
De weg is in het beheer van de staatswegbeheerder HAC (Hrvatske autoceste d.o.o.). Voor het gebruik van de zuidelijke stadsring van Zagreb, die deel uitmaakt van deze snelweg, zijn weggebruikers tolplichtig.

## Wegnummers
Een deel van deze snelweg was reeds aangelegd in de tijd dat Kroatië nog onderdeel uitmaakte van Joegoslavië. De weg droeg toentertijd nog het wegnummer M1. Na de onafhankelijk van Joegoslavië kreeg deze snelweg een ander nummer: A3.

## Openstelling
| Traject                                     | Lengte   | Jaar van openstelling |
| Start van de werkzaamheden                  | -        | 1977                  |
| Jankomir - Lučko                            | 5,85 km  | 1979                  |
| Ivanja Reka - Lipovljani                    | 76,52 km | 1980                  |
| Lučko - Ivanja Reka                         | 22,15 km | 1981                  |
| Lipovljani - Okučani                        | 35,82 km | 1985                  |
| Okučani - Prvča                             | 7,50 km  | 1986                  |
| Prvča - Brodski Stupnik                     | 40,56 km | 1988                  |
| Brodski Stupnik - Slavonski Brod-zapad      | 8,80 km  | 1989                  |
| Slavonski Brod-zapad - Slavonski Brod-istok | 11,40 km | 1991                  |
| Slavonski Brod-istok - Oprisavci            | 10,90 km | 1996                  |
| Oprisavci - Velika Kopanica                 | 16,9 km  | 1999                  |
| Bregana - Jankomir                          | 13,67 km | 2000                  |
| Velika Kopanica - Županja                   | 25,95 km | 2003                  |
| Županja - Lipovac                           | 29,43 km | 2006                  |
| Lipovac - Grens met Servië                  | 0,99 km  | 2006                  |